# Fédération internationale de balle au tambourin
La Fédération internationale de balle au tambourin gère la balle au tambourin au niveau international. Cet organisme est créé en 1988. Depuis le 10 octobre 2009, la direction de la FIJBT est française avec Bernard Barral président (président actuel de la Fédération Française) et Paul Do (secrétaire général de la Fédération Française) trésorier. 

## Nations pratiquantes
Outre les deux pays dominant historiquement la discipline (Italie et France), la Belgique et l'Allemagne furent les premières nations à rejoindre cette fédération.
La version en salle est également pratiquée en Irlande, Écosse, Angleterre, Espagne, Autriche, Catalogne, Hongrie, Norvège et Japon.
Des versions du jeu différentes sont aussi pratiquées en plein air au Brésil (tamboreu) et en Écosse (tambourelli), notamment.

## Compétitions internationales
La fédération organise des compétitions annuelles réunissant les meilleurs club européens. La Coupe d'Europe des clubs champions qui oppose clubs français et italiens se tient depuis 1996. La version en salle possède cette même épreuve depuis 1993 et oppose des clubs français, italiens, allemands, belges, écossais, anglais, irlandais, espagnols, autrichiens, hongrois et norvégiens.